# ナタリア・グセヴァ
ナタリア・ムラシュケビッチ・グセヴァ(ロシア語: Ната́лия Евге́ньевна Гу́сева1972年2月15日 - ) はソビエト連邦及びロシアの女優・生化学者。

## 経歴
ロシア・ソビエト連邦社会主義共和国、モスクワズヴェニゴロド出身 
1980 年代には子役としていくつかのドラマに出演し、1985年に放送された子供向けテレビ映画『未来からの訪問者』ではアリス・セレズニョーワ役を演じ、一躍有名になった。 
1988年を最後に女優業は引退し、1994年に生化学者となり、免疫生物学的製剤の生産責任者となった。
2008年、20年間の活動休止の後、彼女はいくつかの映画やテレビに出演した。